# Фамбри, Джакомо
Джакомо Фамбри (итал. Giacomo Fambri, родился 19 марта 1975) — сан-маринский и итальянский футболист.

## Футбольная карьера
Безуспешно пытался пробиться в профессиональный футбол. Выступал в чемпионате Сан-Марино и параллельно являлся студентом-психологом. Становился лучшим бомбардиром местного чемпионата. В августе 2003 года Фамбри в составе "Доманьяно" участвовал в двух матчах квалификационного раунда Кубка УЕФА против московского "Торпедо" (0:5, 0:4).

## Достижения

### Командные
- Чемпион Сан-Марино (3): 2001/02, 2002/03, 2004/05.
- Обладатель Кубка Сан-Марино (3): 2001, 2002, 2003.
- Обладатель Суперкубка Сан-Марино (2): 2001, 2004.

### Личные
- Футболист года в Сан-Марино (1): 2003.